# Georges Bouctot
Pour les articles homonymes, voir Bouctot.
Georges Bouctot, né le 29 juin 1855 à Rouen et mort le 27 février 1929 à Paris, est un homme politique français.

## Biographie
Avocat à Paris. Il collabore au Nouveau dictionnaire d'économie politique de Joseph Chailley et écrit une Histoire du communisme et du socialisme. Il est président du comice agricole de Neufchâtel et membre de la Commission départementale des Antiquités de la Seine-Maritime en 1905.
Il meurt au no 226 boulevard Saint-Germain à Paris. Ses obsèques sont célébrées dans la cathédrale Notre-Dame de Rouen et il est inhumé au cimetière monumental de Rouen.

## Parcours politique
- 1896 à 1900 : membre du conseil municipal de Saint-Martin-Osmonville
- 1900 à 1929 : maire de Saint-Martin-Osmonville
- 1895 à : conseiller général de Seine-Inférieure
- 1898 à 1919 : député de la Seine-Inférieure
- 1920 à 1927 : sénateur de la Seine-Inférieure
- 1928 à 1929 : député de la Seine-Inférieure

### Liens externes

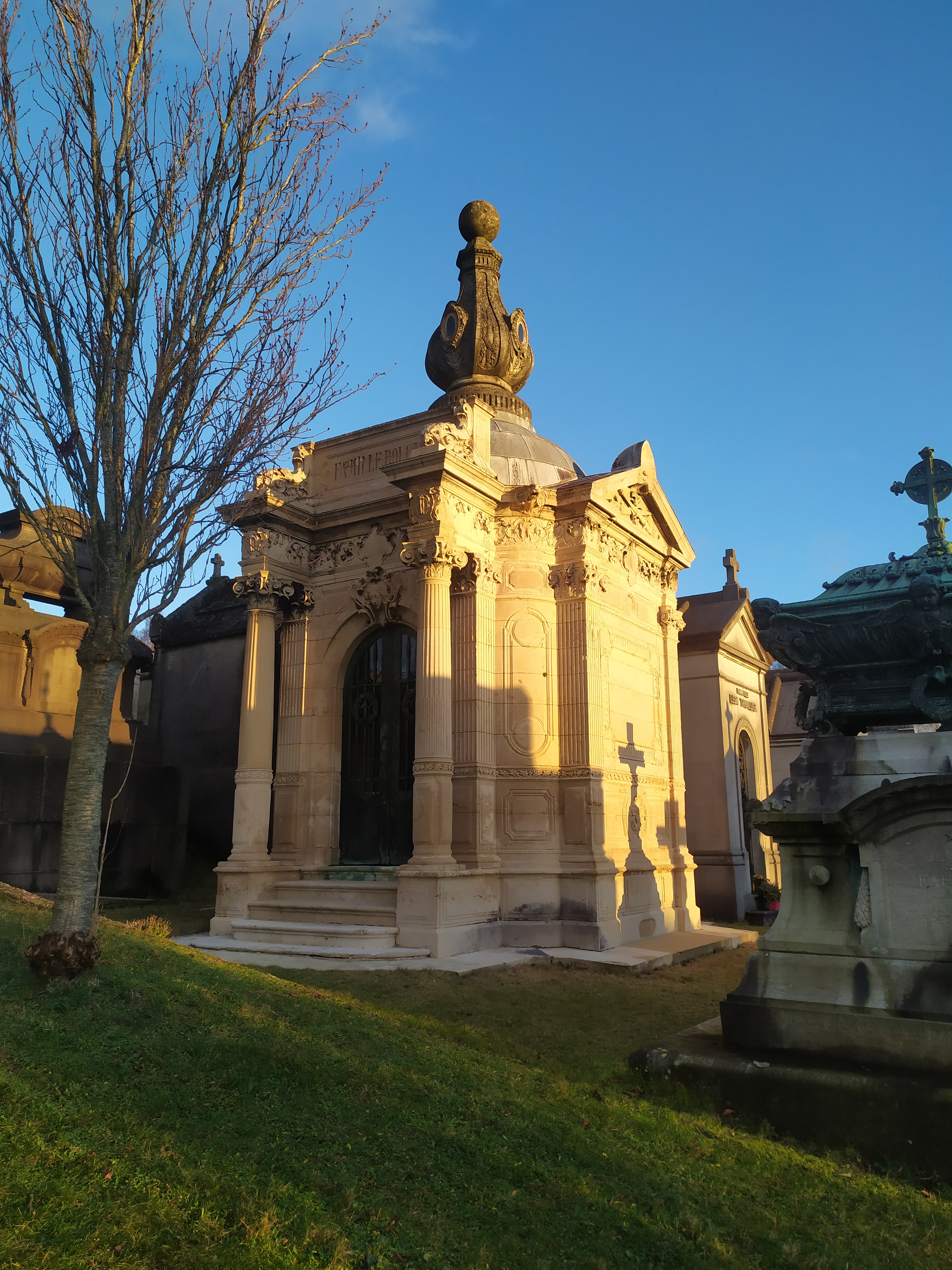
Sépulture de Georges Bouctot au cimetière monumental de Rouen.